# Pakistanische Literatur
Die Pakistanische Literatur ist eine heute eigenständige Literatur in mehreren Sprachen, die sich entwickelte, nachdem Pakistan 1947 den Status einer Nationalität erlangt hatte. Sie ging aus den muslimischen literarischen Traditionen des Mogulreichs und Britisch-Indiens hervor, die sich nach dem Jahr 1000 meist der persischen Sprache bediente. Pakistanische Literatur entsteht heute in den wichtigsten pakistanischen Sprachen wie Urdu, Englisch, Panjabi, Sindhi, Saraiki (ein Sindhi-Dialekt im Übergang zum Panjabi-Sprachraum), Belochi (eine iranische Sprache), Paschto (eine ostiranische Sprache, deren Zentrum in Afghanistan liegt), Hindko und Kashmiri. Während Urdu die mit dem Hindi eng verwandte klassische Literatursprache und Sprache der muslimischen Zuwanderer ist, die nach der Teilung Britisch-Indiens aus Indien nach Pakistan migrierten, ist Panjabi mit fast 40 % heute die am weitesten verbreitete Sprache in Pakistan. Die neuere pakistanische Literatur bearbeitet aktuelle Themen, gilt als stark politisiert und steht teils in kritischer Haltung zum politischen Islam.
Die Bengali-Literatur Bangladeschs, das von 1947 bis 1972 Bestandteil Pakistans war, ist nicht Gegenstand dieses Artikels.

## Vorläufer

### Volksdichtung
Die heutige pakistanische Literatur speist sich aus vielen, oft religiös geprägten Quellen. Die Paschto-Literatur, die auf einer reichhaltigen Volks- und Balladendichtung basiert, erreichte ihren Höhepunkt im 17. Jahrhundert mit dem Kriegerdichter Khushal Khan Khattak, der den afghanischen Widerstand gegen das Mogulreich repräsentierte und im heutigen Pakistan starb. In Panjabi, der Sprache der Sikhs, und in Sindhi entstand eine singbare Volksdichtung mit mystischer Grundhaltung. Ein klassischer Sindhi-Dichter war Shah Abdul Latif. Der bis heute populäre Sindhi- und Saraiki-Dichter Sachal Sarmast bearbeitete alte Volkssagen aus der Indusregion literarisch. In seinem Buch Risalo (1866) gestaltet er die Elemente des einfachen Landlebens zu Symbolen religiösen Lebens. Sindhi entwickelte sich seit der englischen Annexion Sinds 1843 zur vielseitigen Prosasprache – vor allem durch die Übersetzungsarbeiten aus vielen Sprachen und Themengebieten von Mirza Kalich Beg (1853–1929) –, während Panjabi von Muslimen seltener als Literatursprache verwendet wurde, auch weil der Schwerpunkt der Verbreitung in Indien lag. In Balochi entstand vor allem improvisierende Volksdichtung, wie sie für ein kriegerisches Hirtenvolk typisch war.

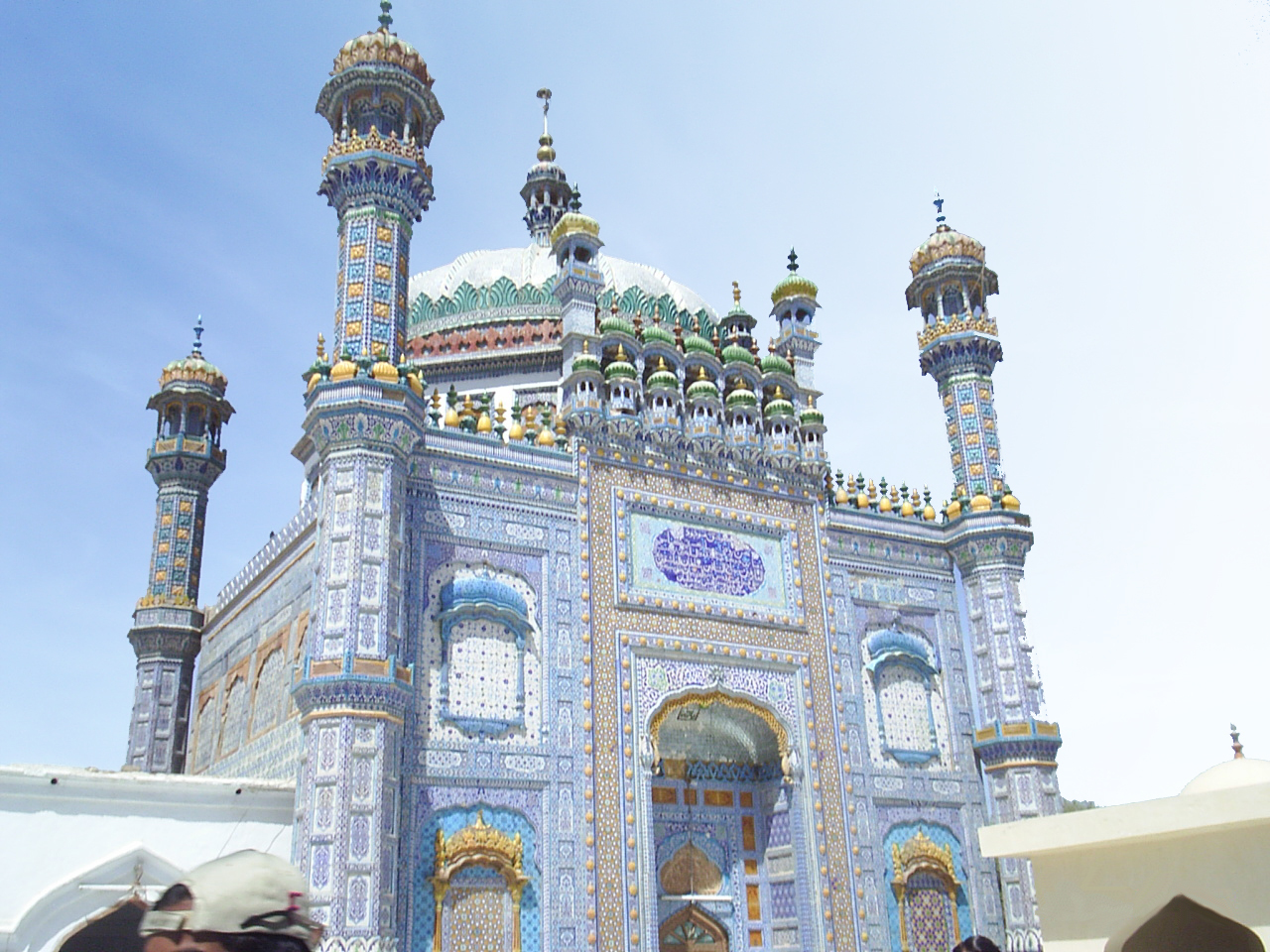
Schrein von Sachal Sarmast bei Ranipur, Provinz Sindh

### Die Urdu-Poeten

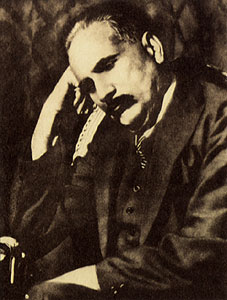
Muhammad Iqbal

Bis weit ins 16. Jahrhundert – während des Sultanats von Delhi, das auch den größten Teil Pakistans umfasste – stand Urdu (eigentlich ein gehobener Soziolekt, entstanden aus dem vorislamischen Hindi) unter dem Einfluss des Persischen, das die Sprache der Gebildeten war, sowie auch unter arabischem und türkischem Einfluss. Erst im 18. Jahrhundert setzte sich im Mogulreich Urdu gegen das Persische als Literatursprache durch. Es ist bis heute fast in allen literarischen Gattungen und als Wissenschaftssprache verbreitet. Wali Mohammed Wali begann um 1700 als erster Poet in Delhi, Ghaselen, also Gedichte mit der Reimform aa, ba, ca, die aus bis zu 15 Doppelversen bestehen, in Urdu statt in persischer Sprache zu dichten. Am Hofe des letzten Moguls dichtete Mirza Ghalib (1797–1869), ein Mitglied des untergehenden Moguladels, zahlreiche Ghaselen, die in Indien wie in Pakistan bis heute volkstümlich geblieben sind. Neben den Ghaselen existierte eine Vielzahl poetischer Formen, die nach ihrem Gegenstand (z. B. Heldenepen), ihrem Zweck oder der Reimform unterschieden wurden. Am Hofe von Lucknow, einem Zentrum der Schiiten, wurden vor allem das Genre des Trauergedichts (marsiya) auf den Tod Hosseins gepflegt. Das manqabat ist ein rhythmisches Lobgedicht auf Mohammed Schwiegersohn Ali oder andere Sufi-Heilige, das sowohl von sunnitischen wie schiitischen Moslems bei religiösen Zusammenkünften rezitiert wird.
Seit 1836 erschienen auch Zeitungen in Urdu. Mit dem Untergang des Mogulreichs 1857 setzte jedoch ein gravierender Traditionsverlust ein, der das kulturelle Selbstbewusstsein der indischen Muslime auf lange Zeit schwächte. Der Niedergang der muslimischen Welt wurde von Altaf Hussain Hali (1837–1914) betrauert; die sich gegen den Hindu-Nationalismus entwickelnde Anglophilie der Muslime wurde von Akbar Allahabadi (1846–1921) in langen Gedichten (Masnawī) satirisch denunziert.
Als wichtiger Erneuerer der Sprache und Nationaldichter des heutigen Pakistan gilt Muhammad Iqbal (1877–1938). Er schrieb in persischer Sprache, Urdu und Englisch. Geprägt sowohl von der persischen als auch von der indischen Religion und Philosophie, versuchte er, klassische philosophische und religiöse Themen in moderner Sprache zu erörtern und arbeitete darin Gedanken des Neuplatonismus ein. Während seines Studiums in Heidelberg um die Jahrhundertwende wurde er durch die Werke Goethes, Nietzsches und anderer europäische Autoren beeinflusst. Wegweisend war er darin, philosophische Themen in Urdu zu erörtern, und erweiterte den traditionellen erstarrten Kanon der Bildersprache der Urdu-Liebeslyrik durch Metonymien und freie Rhythmen. Die Muslime Indiens rief er auf, ein neues kulturelles Selbstbewusstsein zu entwickeln. Seine Antwort auf Goethes West-östlichen Diwan wurde in viele Sprachen übersetzt.

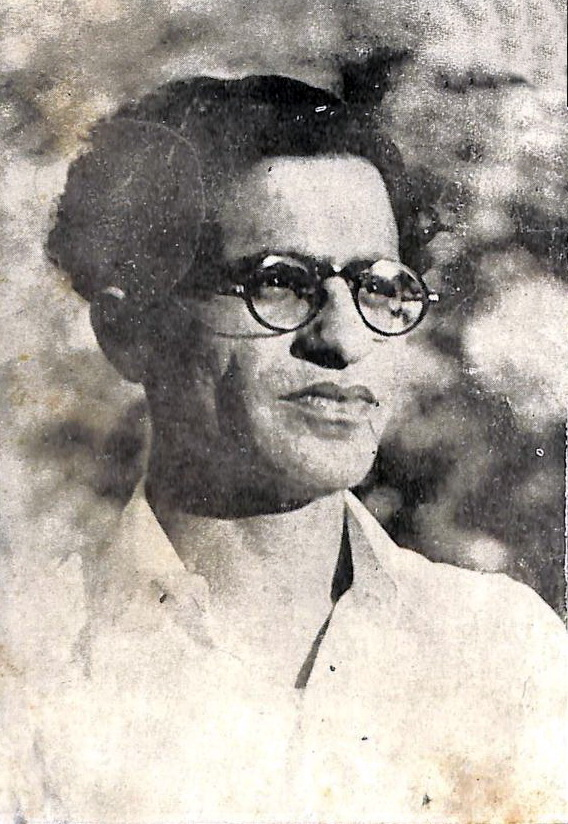
Ahmad Nadeem Qasmi (1949)

Zu den wichtigsten Pionieren der pakistanischen Literatur zählen auch Rasheed Ahmed Siddique (1892–1977), ein Nachkomme des islamischen Reformers Sayyid Ahmad Khan und progressiver Urdu-Prosaautor, der an der liberalen Aligarh Muslim University in Indien lehrte, wo frühzeitig ein toleranter Islam gelehrt wurde, und Ahmad Nadeem Qasmi (1916–2006), der epigrammatische Lyrik und humoristische Kurzgeschichten in Urdu in einem feinen, persisch beeinflussten Stil verfasste. Als Sekretär des 1936 vor allem von Urdu-Autoren gegründeten Allindischen Progressiven Schriftstellerverbandes und Vorkämpfer für die Unabhängigkeit wurde Qasmi mehrfach inhaftiert. Nach der Unabhängigkeit Pakistans wurde er 1949 Vorsitzender des linksstehenden Progressive Writers' Movement. Da er sich für die Einheit der indisch-muslimischen Kultur einsetzte, erhielt er 1971 den Preis der indischen Sahitya Akademi für Werke in Urdu.

## Nach 1947: Zwischen Tradition und Kritik am Feudalsystem
Nach langem antikolonialen Widerstand und der Ankündigung der Unabhängigkeit für Britisch-Indien kam zu Unruhen zwischen Muslimen und Hindus. Da sich die Kolonialmacht nicht imstande sah, den Konflikt zu lösen, wurde im Juni 1947 die Macht ungeordnet übergeben, wodurch es zu chaotischen Verhältnissen und einer Fluchtbewegung in beiden Richtungen kam. Die Staatsgründung vollzog sich auf der Basis einer großen kulturellen und ethnologischen Vielfalt auf ideologisch-religiösen Grundlagen. Das Kunstwort Pakistan (PAndjab, Afghan-Frontier, Kashmir, Sind, BalochisTAN) war erst 1930 geprägt worden; die Idee, die muslimische Kultur in einem bestimmten Gebiet zu zentralisieren, wurde von Iqbal 1930 formuliert. Gegen die Vorherrschaft des Urdu kämpfte im Ostteil des Landes die Bengalische Sprachbewegung. Erst 1957 wurde das Bengali als gleichberechtigte Sprache anerkannt, obwohl die Zahl der Sprecher viel größer war als die der Urdu-Nutzer.

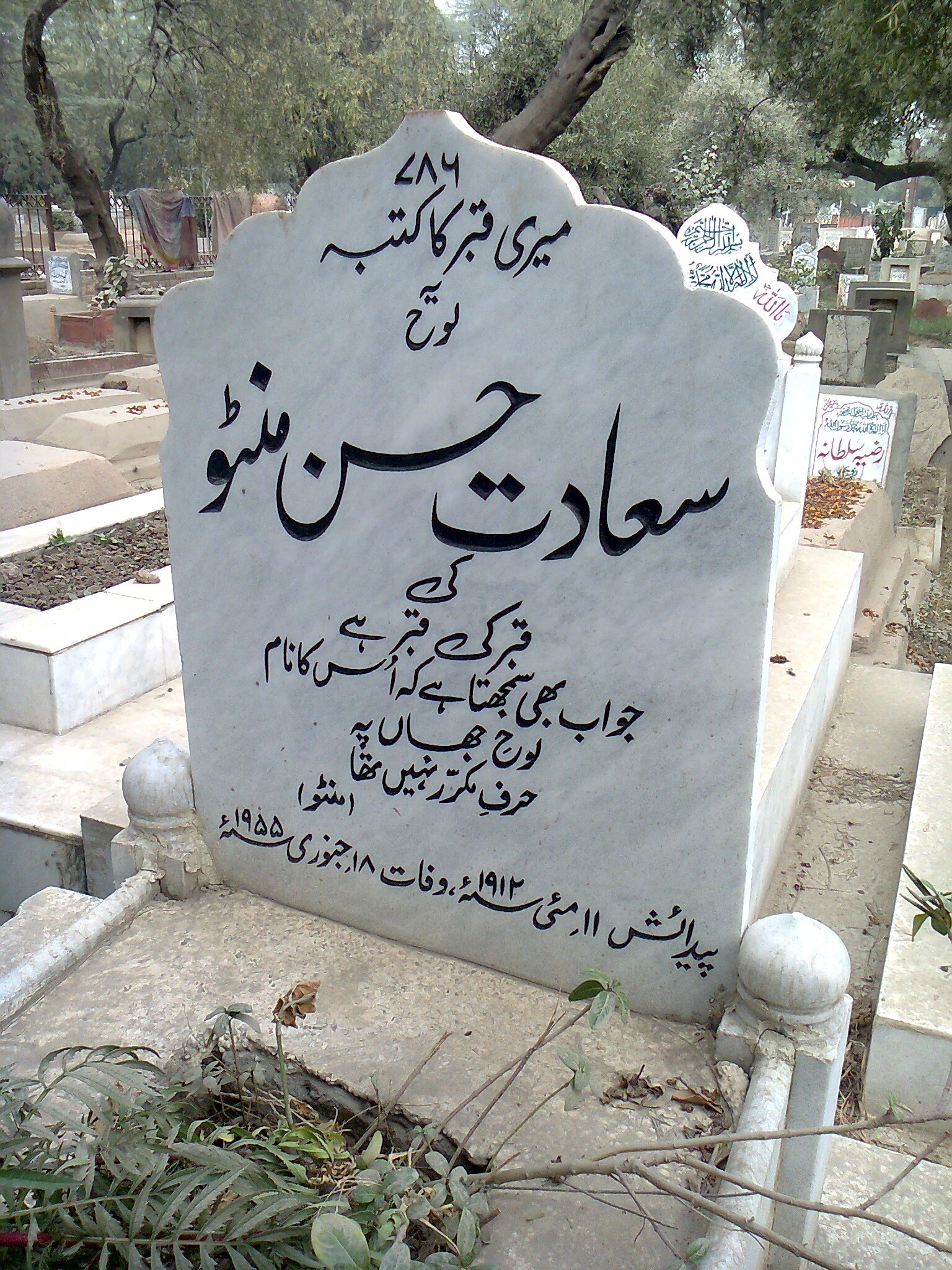
Mantos Grab in Lahore

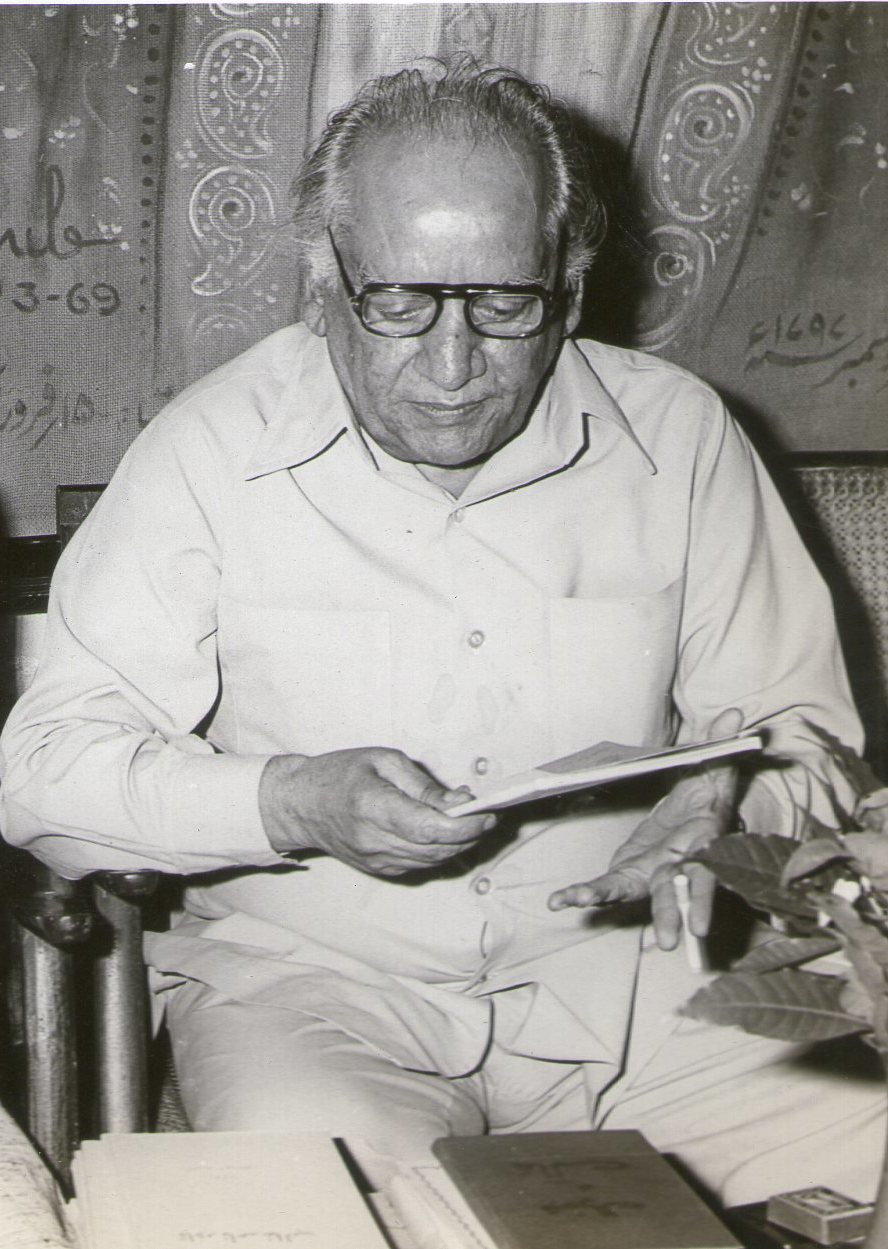
Faiz Ahmed Faiz

Die Phase der Identitätsbildung des sprachlich und ethnisch sehr heterogenen Pakistan nach 1947 war in literarischer Hinsicht durch die Dominanz der Urdu-Literatur mit regionalem Fokus um Lahore geprägt, die sich langsam von ihren traditionellen Vorbildern löste und den sozialen Realitäten annäherte. Diese waren von einem ländlichen Feudalsystem geprägt, das sich bis in die neueste Zeit erhalten hat. Der im Inhalt revolutionäre, in der Form klassische Poet Josh Malihabadi (Gush Malihabadi, 1898–1982), der im Unabhängigkeitskampf Indiens Jawaharlal Nehru nahestand, siedelte 1956 von Indien nach Pakistan um, weil er fürchtete, dass Urdu durch Hindi verdrängt würde, obwohl Nehru ihn darum bat, zu bleiben. Saadat Hassan Manto (1912–1955), ein prominenter Autor von Kurzgeschichten, begann seine Karriere in Bombay. Er war von der europäischen Literatur beeindruckt und kämpfte gegen die Teilung Britisch-Indiens. Mehrfach stand er in Indien und Pakistan vor Gericht, wurde aber nie verurteilt und siedelte 1948 nach Pakistan über. Er verarbeitete die Ereignisse um die indisch-pakistanische Unabhängigkeit zu großer Literatur, die in Ton und Geist als fortschrittlich galt, und spielte eine bedeutende Rolle bei der Dokumentation der Nöte und Hoffnungen Pakistans nach der Staatsgründung. Faiz Ahmed Faiz (1911–1984) verfasste Urdu-Lyrik zu aktuellen politischen und sozialen Themen. Als angeblich an einer kommunistischen Verschwörung Beteiligter saß er nach der Unabhängigkeit Pakistans lange in Haft. Ehsan Danish (1914–1982) war Dichter, Prosaautor, Linguist und Lexikograph, der in Urdu schrieb. Seine Lyrik war zunächst romantisch geprägt, dann solidarisierte er sich immer stärker mit der Arbeiterschaft, aus der er selbst stammte, und wechselte in seiner Autobiographie zu einem stärker realistischen Stil. Noon Meem Rashid (1910–1975), der lange im Ausland lebte, führte nicht nur neue Themen in die Urdu-Dichtung ein, sondern versuchte ihre erstarrten Formen zu überwinden. Erstmals arbeitete er mit freien Versen (Mavraa, 1940). Shaukat Trihanvi (1904–1963) arbeitete als Journalist für Urdu-Zeitungen und das All India Radio, nach der Teilung für das Radio Pakistan in Lahore. Er verfasste etwa 60 Bücher mit oft humoristischem Grundton und auch Drehbücher. Mit ihm endet die Ära der großen Urdu-Literatur.
Aziz Ahmad (1914–1978) schrieb Erzählungen und Romane in Urdu sowie historisch-politische Bücher in englischer Sprache. Er war stark von der europäischen Literatur beeinflusst und übersetzte Texte aus zahlreichen Sprachen in Urdu. Als scharfer Kritiker des fortbestehenden Feudalsystems wanderte er 1962 nach Kanada aus. Zaib-un-nissa Hamidullah (1918–2000) war die erste muslimische Kolumnistin in Britisch-Indien. Sie schrieb in englischer Sprache. Nach der Teilung des Landes war sie auch die erste politische Kommentatorin in der pakistanischen Zeitung Dawn und gab später die Zeitung Mirror heraus. Als regierungskritische Feministin, die die Sozialstrukturen des Pandjab als repressiv empfand, überstand sie mehrere Prozesse und Kampagnen, die sich gegen die Zeitung richtete, und erreichte späte Anerkennung auch in diplomatischer Mission.
In der Folge der Modernisierung und Alphabetisierung des Landes entstanden seit den 1960er Jahren vor allem in Karatschi Pulp-Magazine mit trivialen romantisch-erotischen Inhalten für die Mittelschichten. Darin äußerte sich teils verschleierte Kritik am religiös-patriarchalischen System. Als Autor am bekanntesten wurde wohl Mohiuddin Nawab (1930–2016), der seit 1977 33 Jahre lang im Pulp-Magazin Suspense Digest eine erfolgreiche Fortsetzungsserie mit dem Namen Devta veröffentlichte und damit das Geld für seine 13 Kinder verdiente. Es handelte sich um einen Fantasy-Serienthriller in Urdu über das Leben eines Hellsehers in 56 Bänden. Die Serie zeichnet sich – neben der in der Trivialliteratur stets dominierenden Sozialromantik – wie viele andere seiner Geschichten durch einen kritischen Blick auf die Gesellschaft und ihre fragwürdige Moral aus. Der polyglotte, von Iqbal, Manto, Rabindranath Tagore und anderen beeinflusste Nawab wurde auch von klassischen Urdu-Autoren akzeptiert.

## Das nachwirkende Trauma der Teilung
Der Schmerz der Trennung (nach einer scheinbar unendlichen Liebesbeziehung) ist ein häufiges Thema der Urdu-Philosophie, so etwa im Werk von Jaun Elia (1931–2002), der sowohl vom Sufismus als auch vom Kommunismus beeinflusst war. Die Literatur der Schrecknisse der Teilung des Subkontinents und der Übersiedlung von Millionen Muslimen von Indien in das von Iqbal und anderen herbeigesehnte „Gelobte Land“ Pakistan wird von vielen Urdu-Autoren mit „unübersetzbarer Härte“ geschildert. Vor allem Saadat Hasan Manto (1912–1955) war ein wichtiger literarischer Zeuge der Teilung Pakistans. In deutscher Sprache erschien von ihm u. a. Schwarze Notizen. Geschichten der Teilung (2006). Von Shaukat Siddiqi (1923–2006) stammt der Roman Khuda Ki Basti (1957), der die erschütternde Leidensgeschichte einer im Zuge der Teilung des Subkontinents (1947) aus Indien geflohenen Mittelklassefamilie zum Thema hat. Der Roman spielt im Karatschi der frühen 1950er Jahre und schildert akribisch, aber leidenschaftslos die unsäglichen Zustände und Erfahrungen einer von Stufe zu Stufe bis in die Armenviertel absteigenden Familie. Der Titel („Siedlung Gottes“, in der engl. Übersetzung „Gottes eigenes Land“) ist eine ironische Anspielung auf das neu gegründete Pakistan. Das Buch war einer der Bestseller der 1960er Jahre, erlebte 50 Neuauflagen und wurde in 26 Sprachen übersetzt. Auf Grundlage des Romans entstand eine TV-Serie, die zuerst 1969 und dann wieder 1974 vom pakistanischen Fernsehen produziert wurde. Sie brach alle Popularitätsrekorde.
Mirza Adeeb (1914–1999) verfasste nach Anfängen als romantischer Lyriker Bühnenwerke, Hörspiele und Kurzgeschichten über den pakistanischen Alltag in minutiös-realistischem Stil. Intizar Husain (1925(?)–2016) schrieb – ebenfalls in Urdu – Romane, Kurzgeschichten und Gedichte. Beeinflusst ist sein Werk von der Mythologie der anderen indischen Religionen. Sein ins Englische übersetztes Buch A Chronicle of the Peacocks: Stories of Partition, Exile and Lost Memories (Oxford University Press India, 2003) bietet eine Auswahl seiner Erzählungen über Teilung, Exil und Traditionsverlust Indiens. Kishwar Naheed (* 1940), eine feministische Dichterin, schreibt ebenfalls in Urdu. Sie erfuhr am eigenen Leibe die Gewalt, die bei der Teilung Indiens ausbrach, und wurde zur Aktivistin, die für den Schulbesuch von Mädchen kämpft. Sie schreibt auch Kinderbücher. Jamila Hashmi (1934(?)–1988) beschreibt in ihren Romanen und Kurzgeschichten die Traumata aufgrund der Konflikte während der Landesteilung. Etwas harmonischer schildert Altaf Fatima (1927–2018) in ihrem verfilmten Familienepos Dastak Naa Do (1964) (englische Übersetzung: The One Who Did Not Ask, 1994) die Rolle starker Frauen.

### Die Abspaltung Bangladeschs und die Zunahme religiöser Spannungen
Die auf Bengalisch schreibenden Autoren bekannten sich 1971 zu dem mit indischer Unterstützung neugegründeten Staat, so z. B. die Dichter und Kinder- und Jugendbuchautoren Ahsan Habib (1917–1985) und Farrukh Ahmad (1918–1974) sowie der Lyriker Shamsur Rahman (1929–2006). Diese Autoren hatten zwar die pakistanische Literatur mitgeprägt, aber in der Bengalischen Sprachbewegung für eine stärkere Berücksichtigung der bengalischen Sprache gekämpft, die gegenüber den Sprachen des westlichen Landesteils vernachlässigt wurde. Selbst eine prominente pakistanische Autorin wie Zaib-un-nissa Hamidullah begrüßte die Unabhängigkeit des bis dahin im Schatten stehenden östlichen Landesteils, in dem die soziale Modernisierung in vielerlei Hinsicht stärker fortgeschritten war als im Westen Pakistans.
Die Enttäuschung über die Unabhängigkeit Bangladeschs verstärkte das pakistanische Trauma, welches die militärischen Niederlagen gegen Indien hervorgerufen hatten, und trug zur verschärften Unterdrückung religiöser Minderheiten bei. Vor allem die Gemeinschaft der Ahmadiyya, die durch eine von Saudi-Arabien initiierte Fatwa 1974 zu Abtrünnigen erklärt wurden, aber auch Parsen, Sikhs, Hindus und Christen wurden verfolgt.

### Der Aufstieg der Regionalsprachen
Zu den frühen Sindhi-Autoren zählen Jamal Abro, der seit 1949 in Sindhi schrieb und Ende der 1950er Jahre populär wurde, und der Verfasser von Kurzgeschichten Naseem Ahmed Kharal (1939–1978). Mahtab Mehboob veröffentlichte ihre Kurzgeschichtensammlung Chandi Joon Taroon in Sindhi 1970 und war damit eine der ersten Sindhi-Autorinnen.
Seit den 1970er Jahren entwickelten sich die vernachlässigten Regionalsprachen endgültig zu Literatursprachen, wozu die Verbreitung des Fernsehens beitrug, da viele aktive Sprecher dieser Sprachen sie nicht in schriftlicher Form beherrschten. Ismail Ahmedani (1930–2007) publizierte in Saraiki, während die klassische Paschto-Tradition von Ghani Khan (1914–1996) gepflegt wurde. Afzal Ahsan Randhawa (1937–2017), ein Gegner der Militärregimes, schrieb Romane, Kurzgeschichten, Gedichte, Radio- und Fernsehbeiträge in Panjabi und übersetzte afrikanische und lateinamerikanische Literatur. Er war der erste pakistanische Autor, der 1961 gleich mit seinem ersten Roman Deeva tey Darya („Die irdene Lampe und der Fluss“) ein Buch in Indien veröffentlichte, wo er bei den Panjabi-Sprechenden sehr populär wurde. Er wirkte auch an der Verfassung von 1973 mit. Seine Gedichtsammlung Punjab Di Var wurde vom Militärregime verboten. Ali Mohammad Shahbaz (1939–1996) dichtete Ghaselen in Kashmiri. Er wurde von religiösen Fanatikern ermordet.
In den 1970er Jahren verbreitete sich aber auch das Englische im Kreis von Autoren, die einem konservativen Islam fernstanden oder einem religionskritischen Milieu angehörten, das unter der sozialistisch-nationalistischen Regierung von Bhutto größere Freiräume hatte. Zu den auch im englischen Sprachraum bekannten Lyrikerinnen, die auf Sindhi schreiben, zählt die Feministin Attiya Dawood (* 1958).

## Islamisierung nach dem Staatsstreich 1977
Der Staatsstreich des Generals Zia ul-Haq 1977 führte zur Unterdrückung der Opposition und zu einem Rückschlag für Literatur und darstellende Künste. Durch die massive Islamisierung wurden nicht nur westliche Ideen, sondern auch die des Sufismus verbannt. Sie traf aber auch die Pulp-Fiction, da offen sexuelle Inhalte verpönt waren. Radio und Fernsehen versuchten dennoch, ihre Kritik am Regime in satirischer oder versteckter Form auszudrücken. So wichen viele Autoren auf die Produktion von Drehbüchern aus. Fatima Surayya Bajia (1930–2016), die ihre Karriere in den 1960er Jahren beim pakistanischen Fernsehen begonnen hatte, verlegte den Schauplatz ihrer Dramen in andere islamische Länder und immunisierte sie dadurch vor der Zensur. Ahmed Faraz (1931–2008), ein führender Urdu-Lyriker seiner Zeit, kritisierte in seinen Gedichten das Regime und ging daraufhin für sechs Jahre ins Exil nach Europa und Nordamerika. Während viele politisierte Autoren wie die feministische Urdu-Poetin Fahmida Riaz (1946–2018) in dieser Zeit ins Ausland auswichen, konnte sich die Urdu-Poesie weiter entfalten. Als einer der besten modernen Dichter von Urdu-Ghaselen gilt Obaidullah Aleem (1939–1998). Wasif Ali Wasif (1929–1993), Dichter und Essayist, gilt als Meister des Urdu-Aphorismus. Daud Kamal (1935–1987) verfasste – beeinflusst vom angloamerikanischen Modernismus (W. B. Yeats, T. S. Eliot, Ezra Pound) – subtile Poesie in englischer Sprache. Teils in allegorischen und spirituellen Welten bewegten sich Kurzgeschichten, Romane und Theaterstücke von Bano Qudsia (1928–2017).
Siddiqis zweiter, nach dem Ende der Diktatur 1988 erschienener dreibändiger Episodenroman Janglūs – auf Deutsch „Verwildert“ – schildert die Geschichte den Ausbruch zweier Sikhs, die auch in Pakistan verfolgt wurden, aus dem Gefängnis und ihre Erlebnisse auf der Flucht durch den ländlichen Panjab. Er hat die während des Regimes immer tiefere Spaltung der pakistanischen Gesellschaft zum Thema, in der Korruption, Unterdrückung und die Verbindung von Politik, Bürokratie und Großgrundbesitz vielen Menschen das Leben unerträglich machen. Der erfolgreiche Roman wurde teilweise als Fernsehserie ausgestrahlt.

## 21. Jahrhundert: Politisierte Literatur im Schatten der Atombombe und der Islamismus
Der erste pakistanische Atombombentest 1998 und der wachsende Einfluss des pakistanischen Geheimdienstes auf die dschihadistischen Bewegungen schürten die Befürchtung eines islamistischen Putsches oder einer Machtübernahme durch den Geheimdienst, regte aber die Produktion einer Literatur mit politischem Hintergrund stark an, die im Ausland stärker beachtet wurde. 2002 wurde das Medienrecht unter dem diktatorisch regierenden, aber laizistischen Präsidenten Pervez Musharraf wieder liberalisiert. Dadurch wurde die Publikationsschwelle gesenkt, zugleich gewannen TV-Serien eine immer größere Bedeutung. Hamil Ahmad (* 1931) schrieb schon in den 1970er Jahren einen Roman in englischer Sprache über die Grenzregionen, in denen sich die traditionellen Stammesstrukturen auflösen, der erst nach 30 Jahren veröffentlicht wurde (dt. „Der Weg des Falken“, 2013). Zahida Hina (* 1947), eine Journalistin und Autorin von Kurzgeschichten, Romanen und TV-Dramen, wurde durch ihre Kritik des Atomprogramms bekannt. Einen Roman über den ungeklärten Absturz des Flugzeuges mit Zia ul-Haq 1988 schrieb Mohamed Hafiz (A Case of Exploding Mongoes 2008). Bina Shah (* 1972) schreibt Romane in Englisch. Slum Child (2008) behandelt das Elend eines jungen Mädchens, die der christlichen Minderheit angehört. Eine Biographie der Kinderrechtsaktivistin und Trägerin des Friedensnobelpreises 2014 Malala Yousafzai (* 1997) wurde von ihrem Vater Ziauddin Ziauddin verfasst (dt.: „Lasst sie fliegen“, 2019). Auch neue Genres entstanden vor dem Hintergrund zunehmender urbaner Gewalt: Omar Shahid Hamid (* 1977) arbeitete bei der Polizei in Karatschi, ist Antiterrorexperte und schreibt englischsprachige Romane aus dem Milieu des militanten Islamismus (dt. „Der Gefangene“, 2016). Wegen der Bedrohung durch die pakistanischen Taliban wich er zeitweise nach London aus. Ibn Warraq (* 1946) schreibt unter diesem von Islamkritikern traditionell genutzten Pseudonym islamkritische Bücher, die bei Prometheus Books in den USA publiziert werden.
Mirza Athar Baig (* 1950) verfasst Romane, Kurzgeschichten und Serien in Urdu. Er gilt als radikaler Autor der Postmoderne und der Philosophie des Postkolonialismus. Sein Debütroman Ghulam Bagh (Slave Garden, engl. 2006) gilt als wichtiges Werk der Urdu-Prosaliteratur. Sein satirischer Roman Hassan’s State of Affairs (2019) trägt nicht zuletzt durch seine kreativen Begriffsschöpfungen surrealistische Züge.
Comedy und Satire werden allgemein immer populärer. Muhammad Younis Butt (* 1962) ist Autor und Screenwriter, der durch Comedy-Shows bekannt wuree. Mohammed Hanif (* 1965), Pilot und Journalist, lebte zeitweise in London. In deutscher Sprache erschien 2019 sein traurig-satirischer Roman „Rote Vögel“ über eine militärische US-Intervention irgendwo in der Wüste. Hanif wird wie folgt zitiert: „Wenn man in Pakistan aufgewachsen ist, ist es nahezu unmöglich, sich hinzusetzen und etwas Unpolitisches zu Papier zu bringen.“ Die neue pakistanische Literatur ist daher weniger romantisch, vielfach aktueller und auch härter als die indische Literatur. Dennoch wird die poetische Urdu-Tradition weiter gepflegt, z. B. durch Iftikhar Arif (* 1944), der allerdings der Rückgang der Verwendung von Urdu in Schulen und Medien und die mangelnde politische Unterstützung dafür beklagt.

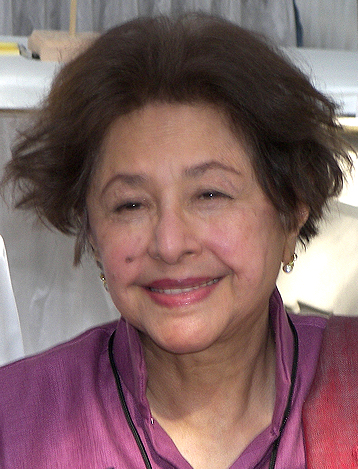
Bapsi Sidhwa 2008 auf dem Texas Book Festival

## Pakistanische Autoren in der Diaspora

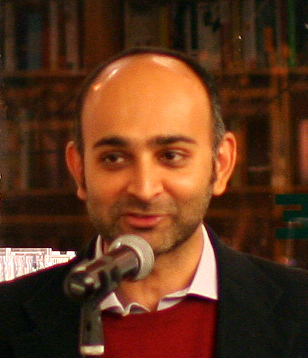
Mohsin Hamid (2013)

Die meisten pakistanische Autoren in der Diaspora leben und publizieren in London oder den USA. Eine Ausnahme bildet Alamgir Hashmi (* 1951), der in den USA lebt, aber in englischer Sprache in Pakistan publiziert. Viele sind unter dem Druck der Islamisten ausgewandert.
In den USA lebte Bapsi Sidhwa (1938–2024), die einer parsischen Familie entstammte und das Leben pakistanischer Frauen, das sie in Besuchen entlegener Regionen und von Angehörigen von Minderheiten kennengelernt hatte, unter dem Druck vielfältiger religiöser, sozialer und ökonomischer Zwänge zeichnete (The Pakistani Bride, 1983). Das Buch, einer der ersten pakistanischen Romane in englischer Sprache, kann der feministisch-postkolonialen Literatur zugerechnet werden, die die Folgen der kulturellen Spaltung des Landes aufzeigt. Gleichzeitig verteidigt sie die lokale Kultur gegen deren Abwertung durch die Kolonialisten. In Ice Candy Man (1988; Neuausgabe: Cracking India, 1991) zeichnete sie das Bild der grausamen Trennung des Subkontinents aus Sicht der Parsen. In An American Brat (1993) erzählte sie von den Schwierigkeiten einer pakistanischen Teenagerin, die von ihren Eltern wegen des zunehmenden Fundamentalismus in die USA geschickt und von der dort zelebrierten Kultur der Freiheit völlig verwirrt wird. Zwei ihrer Romane wurden verfilmt.

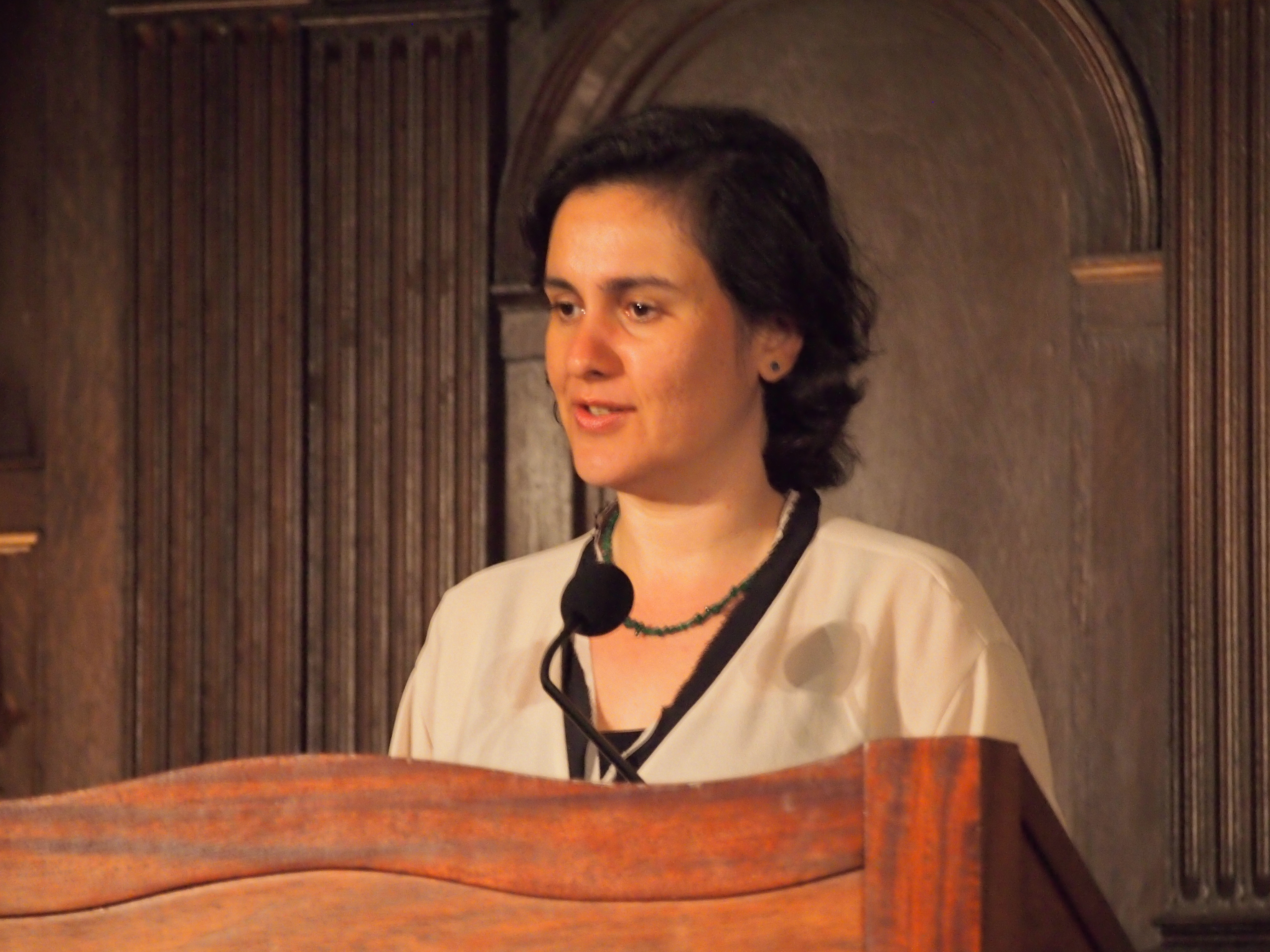
Kamila Shamsie (2017)

In London wirken Aamer Hussein (* 1955), ein Autor von Kurzgeschichten, und Nadeem Aslam (* 1966), der mit 14 Jahren das Land wegen des Widerstands seines Vaters gegen das Zia-Regime verließ und Biochemie und Literatur studierte. Seine Romane wurden vielfach ausgezeichnet („Atlas für verschollene Liebende“, dt. 2005, „Die goldene Legende“, dt. 2017). Ebenfalls in London lebt Mohsin Hamid (* 1971). Sein Roman Exit West (dt. 2017) über die Flucht aus einem Bürgerkriegsland und The Reluctant Fundamentalist, das für den Man-Booker-Preis nominiert wurde, erhielten Anerkennung und Beifall. H. M. Naqvi (* 1973) erzielte mit Home Boy (2010) auch in Indien einen Bestsellererfolg. Der Roman thematisiert Drogenmissbrauch und Popkultur. Daniyal Muenuddin (* 1963), ein pakistanisch-amerikanischer Schriftsteller, ist in Deutschland durch sein Buch „Andere Räume, andere Träume“ (2010) bekannt geworden.
Die in London lebende Kamila Shamsie (* 1973), die in Deutschland durch den Konflikt um die Vergabe des Nelly-Sachs-Preises bekannt wurde, schrieb Burnt Shadows (2009) über das Leben dreier Generationen von der ersten Atombombe bis zu den Terroranschlägen on 9/11 (dt. „Verglühte Schatten“, 2009). Auch ihr Roman Home Fire („Hausbrand“, 2018) wurde in Deutsche übersetzt und mit dem britischen Women’s Prize for Fiction 2018 ausgezeichnet. Der Roman handelt von der Tochter eines Dschihadisten und Schwester eines IS-Kämpfers, die Probleme mit den englischen Sicherheitsorganen bekommt.